# Hauberg
Hauberg er en sjællandsk møllerslægt, der føres tilbage til Svend Hansen (ca. 1687-1749), møller og tømmermand i Kongens Mølle i Snesere Sogn; blandt hans børn var Hans Svendsen (1716-1796) møller og tømmermand i Roskilde — der var stamfader til en familie Møller — og Christian Svendsen Hauberg (1723-1765), møller i Hellested. Sidstnævnte var fader til  møller i Thorslunde Hans Christian Hauberg (1752-1802) og til kæmner og værtshusholder i Store Heddinge Svend Christian Hauberg (1755-1804), der var bedstefader til apoteker i København, bryggeriejer Jørgen Christian Hauberg (1814-1899) og til Karen Sophie Hauberg (1820-1907), der 1843 ægtede gehejmekonferensråd Christen Andreas Fonnesbech (1817-1880).
Apoteker Hauberg, der fra 1871 tillige var maskinfabrikant i København, var fader til Pouline Louise Hauberg (1842-1917), gift med meteorolog og kaptajn Niels Henrik Cordulus Hoffmeyer (1836-1884) samt til numismatiker Peter Christian Hauberg (1844-1928), hvis søn var medicinalhistoriker Poul Richard Hauberg (1887-1959), og til maskinfabrikant Sophus Christopher Hauberg (1848-1920) samt til landmand Jørgen Christian Hauberg (1855-?), hvis søn var arkitekt Harald Theodor Christian Hauberg (1883-1956).
Peter Christian Hauberg var fader til arkitekten Niels Ludvig Hauberg (1885-1952). 
Harald Hauberg var gift med Anna Giersing og fader til forfatteren Sonja Hauberg.